# Pedro Muñoz Zúñiga
 Pedro Emiliano Muñoz Zúñiga (Las Cabras, Región del Libertador Bernardo O'Higgins, Chile, 9 de junio de 1986) es un futbolista chileno. Juega como extremo y su equipo actual es Deportes Melipilla de la Segunda División de Chile.

## Trayectoria
Nacido en la comuna de Las Cabras, Región del Libertador Bernardo O'Higgins. Se inició como jugador el año 2005 en General Velásquez de San Vicente de Tagua Tagua club que en aquel año se encontraba en la Tercera División de Chile, tuvo buenas participaciones marcando goles y convirtiéndose en pilar importante en el equipo.
Luego de destacar en el equipo Velasquino, fue fichado por Curicó Unido bajo las órdenes del técnico Nelson Mores en el elenco curicano solo jugó algunos partidos y debido a su poca continuidad José Cantillana lo requiere en su equipo y fue enviado a préstamo a Cobresal club que jugaba en Primera División, en donde logra la continuidad que esperaba, incluso marcando 5 goles 1 a Deportes Concepción en el Torneo Apertura 2008 y 3 en el Torneo Clausura 2008 a Universidad de Chile, Universidad Católica y Santiago Morning respectivamente.
Posteriormente vuelve de su préstamo a Curicó Unido club que recientemente había ascendido a Primera División en su regreso solo disputó 7 partidos en primer semestre del 2009 sin marcar goles.
El segundo semestre del 2009 va más al sur para fichar en la Universidad de Concepción club que tenía como técnico a Jorge Pellicer el Clausura 2009 juega 14 partidos. El torneo del 2010 participa en la mayoría de los partidos jugando 27 de los 36 partidos marcando 3 goles en la temporada.El Apertura 2011 participando 11 partidos y marcando solo un gol a Deportes Iquique. El segundo semestre juega 14 encuentros marcando 3 dianas. Luego en las temporada 2012 tras una magra campaña descienden a la Primera B, claro que fue un paso muy corto ya que se coronó campeón del torneo volviendo rápidamente a primera en un partido final contra su exclub Curicó Unido jugado en el Estadio La Granja. Luego en su retorno a la división de honor de a poco se fue convirtiendo en figura importante en el elenco del Campanil titular indiscutido por la franja derecha con el técnico Pablo Sánchez marcando goles importantes a clubes como Colo-Colo en diferentes temporadas (5 goles), incluso se dijo en la prensa que era la "bestia negra" del elenco santiaguino. El 2015 gana la Copa Chile 2014-15 a Palestino por 3-2 en el Estadio Fiscal de Talca además se consagra como el goleador del certamen con 8 tantos.
En mayo de 2015 se confirma su fichaje en O'Higgins club donde se vuelve a encontrar con su extécnico Pablo Sánchez el club celeste adquirió el 70% de su pase y ficha por 3 temporadas. Con los rancagüinos jamás logró consolidarse como titular y en tres años solo logró convertir en cinco ocasiones. 
En diciembre de 2018 finaliza su contrato y se confirma su llegada a Coquimbo Unido.
A fines de 2019 no renueva su vínculo con el cuadro Pirata. Luego de entrenar un par de meses en Deportes Colchagua se une a las filas de Deportes Santa Cruz. En el equipo Unionista se transforma en goleador del equipo en la categoría.

## Estadísticas

### Clubes
| Club                              | Div.          | Temporada     | Liga  | Liga  | Copas nacionales | Copas nacionales | Torneos internacionales | Torneos internacionales | Total | Total |
| Club                              | Div.          | Temporada     | Part. | Goles | Part.            | Goles            | Part.                   | Goles                   | Part. | Goles |
| --------------------------------- | ------------- | ------------- | ----- | ----- | ---------------- | ---------------- | ----------------------- | ----------------------- | ----- | ----- |
| Curicó Unido · Chile              | 2.ª           | 2006          | 33    | 1     | —                | —                | —                       | —                       | 33    | 1     |
| Curicó Unido · Chile              | 2.ª           | 2007          | 26    | 3     | —                | —                | —                       | —                       | 26    | 3     |
| Cobresal · Chile                  | 1.ª           | 2008          | 29    | 5     | —                | —                | —                       | —                       | 29    | 5     |
| Cobresal · Chile                  | Total club    | Total club    | 29    | 5     | 0                | 0                | 0                       | 0                       | 29    | 5     |
| Curicó Unido · Chile              | 1.ª           | 2009          | 7     | 0     | —                | —                | —                       | —                       | 7     | 0     |
| Curicó Unido · Chile              | Total club    | Total club    | 66    | 4     | 0                | 0                | 0                       | 0                       | 66    | 4     |
| Universidad de Concepción · Chile | 1.ª           | 2009          | 14    | 0     | —                | —                | —                       | —                       | 14    | 0     |
| Universidad de Concepción · Chile | 1.ª           | 2010          | 27    | 3     | —                | —                | —                       | —                       | 27    | 3     |
| Universidad de Concepción · Chile | 1.ª           | 2011          | 25    | 6     | 8                | 3                | —                       | —                       | 33    | 9     |
| Universidad de Concepción · Chile | 1.ª           | 2012          | 29    | 6     | 7                | 1                | —                       | —                       | 36    | 7     |
| Universidad de Concepción · Chile | 2.ª           | 2013          | 11    | 5     | —                | —                | —                       | —                       | 11    | 5     |
| Universidad de Concepción · Chile | 1.ª           | 2013-14       | 25    | 2     | 6                | 4                | —                       | —                       | 31    | 6     |
| Universidad de Concepción · Chile | 1.ª           | 2014-15       | 32    | 5     | 9                | 4                | —                       | —                       | 41    | 9     |
| Universidad de Concepción · Chile | Total club    | Total club    | 163   | 27    | 30               | 15               | 0                       | 0                       | 193   | 42    |
| O'Higgins · Chile                 | 1.ª           | 2015-16       | 19    | 2     | 5                | 0                | —                       | —                       | 24    | 2     |
| O'Higgins · Chile                 | 1.ª           | 2016-17       | 24    | 3     | 3                | 0                | 4                       | 0                       | 31    | 3     |
| O'Higgins · Chile                 | 1.ª           | 2017          | 7     | 0     | 1                | 0                | —                       | —                       | 8     | 0     |
| O'Higgins · Chile                 | 1.ª           | 2018          | 15    | 0     | —                | —                | —                       | —                       | 15    | 0     |
| O'Higgins · Chile                 | Total club    | Total club    | 65    | 5     | 9                | 0                | 4                       | 0                       | 78    | 5     |
| Total carrera                     | Total carrera | Total carrera | 323   | 41    | 39               | 15               | 3                       | 0                       | 364   | 56    |
| 1. 2.                             |               |               |       |       |                  |                  |                         |                         |       |       |

## Palmarés

### Campeonatos nacionales
| Título             | Club                      | País  | Año     |
| ------------------ | ------------------------- | ----- | ------- |
| Primera B de Chile | Universidad de Concepción | Chile | 2013-T  |
| Copa Chile         | Universidad de Concepción | Chile | 2014-15 |

### Distinciones individuales
| Distinción                | Año     |
| ------------------------- | ------- |
| Goleador de la Copa Chile | 2014-15 |